# 芮楽全
芮楽全（朝鮮語: 예낙전）は、高麗の学者であり、朝鮮氏族の義興芮氏の始祖である。
芮楽全は、高麗時代に門下賛成事を務めた学者であった。先祖は中国から渡来したが、いつ渡来したのかは定かではない。